# Saramandaia (Salvador)
Saramandaia é um bairro de Salvador, Bahia, e fica situado atrás do Detran-BA e da Estação Rodoviária de Salvador. O bairro faz divisa com a Avenida Antônio Carlos Magalhães e o Bairro do Pernambués. O bairro faz parte da Prefeitura-Bairro Cabula/Tancredo Neves

## História
O nome do bairro é uma alusão à telenovela Saramandaia, de Dias Gomes, levada ao ar em 1976. Encravada entre o bairro de Pernambués e a Avenida Antonio Carlos Magalhães, o  bairro da Saramandaia surge a partir da construção do novo Terminal Rodoviário de Salvador, em 1975: " Há uma fazendão sendo ocupado atrás da rodoviária". O lugar era o Fazendão Pompilho, e segundo a moradora Marisa Miranda, uma das mais antigas da localidade " Só havia mato, bananeiras, aipim, batata-doce, muita formiga e sucuri". Sobre a ocupação nos meados da década de 70, uma vez concluída a obra, os operários, agora desempregados, instalaram-se nas áreas desocupadas, próximas ao Terminal. Na época, a iluminação era na base do Fifó,o Morador e líder comunitário Antonio Carlos Alves de Araújo diz: " as casas eram daquele plástico preto...outras eram feitas com palha de licori, de dendê, casas de taipa era uma mansão naquela época. Anos depois o assentamento de Saramandaia consolidou-se. As casas de tijolo exposto, espremidas ao longo de vielas estreitas contrastam com os prédios de alto padrão do entorno. A renda familiar girava em torno de dois salários mínimos.
Na história desse Bairro, a garra, a luta e a determinação dos moradores são as suas maiores marcas. O mesmo Araujo ressalta que se não fosse isso, as pessoas não teriam permanecido no local, pois quando a ocupação foi se ampliando, a policia começou a intervir, gerando assim grandes conflitos com os moradores.
De fato, de fato, garra e luta são características do bairro. Em pesquisa de doutorado realizada pelo DMMDC, identificou que a área já estava associada como parte do Quilombo Cabula, atacado pela polícia em 1807 pelo Conde dos Arcos. O quilombo seria de fato a origem do bairro.

## Demografia
Sua população é de aproximadamente 12 mil habitantes, sendo que 47,98% homens e 52,02% mulheres.  Na Questão da Cor/Raça 38,79% de raça negra, 8,92% Branca, 1,34% Amarelas, 50,77% parda e 0,18% Indígena.  Seus Habitantes são majoritariamente de baixa renda, com os chefes de família situados na renda mensal de meio a 1 salário mínimo. Na questão escolar, é constatado que em torno de 35,71% dos chefes de Família têm de 4 a 7 anos de estudo. Os moradores ainda convivem com a falta de infraestrutura e saneamento básico, alto nível de violência e uma das mais altas taxas de analfabetismo entre a população com 15 anos ou mais de idade, da capital baiana 10,21%, segundo dados do IBGE, (2010).

## Saúde
O bairro consta com uma USF ( Unidade de Saúde Familiar ) Dep. Cristóvão ferreira na rua da Horta, que é uma unidade de atendimento a saúde do tibe Centro de Saúde e Unidade básica. O centro Médico esta apto a prestar serviços de tratamento a tuberculose, coleta de materiais Biológicos, pré-natal/ partos, saúde da família, clínico geral, ginecologia, pediatria, enfermagem e odontologia. Para atendimentos mais graves os moradores infelizmente não constam com uma estrutura maior no bairro, vide que para este tipo de atendimento os moradores tem que se deslocar para outros hospitais em bairros Vizinhos.

## Segurança
O bairro da Saramandaia infelizmente sofre com a violência urbana, que é um reflexo da falta de Escolas, áreas de Lazer e infraestrutura todos esses fatores acabaram  se tornando um dos principais estopins para todos os problemas locais. A 1º CIPM ( Companhia Independente da Polícia Militar )  é a responsável pelo patrulhamento ostensivo da região. Atualmente, a área apresenta graves problemas de segurança pública, ligados ao crime organizado. Os moradores vivem sob o domínio de facções criminosas. Apesar da violência que aumenta na região, algumas entidades, como a Associação de Pais e Mestres de Saramandaia, mobiliza-se para ocupar os jovens do bairro.

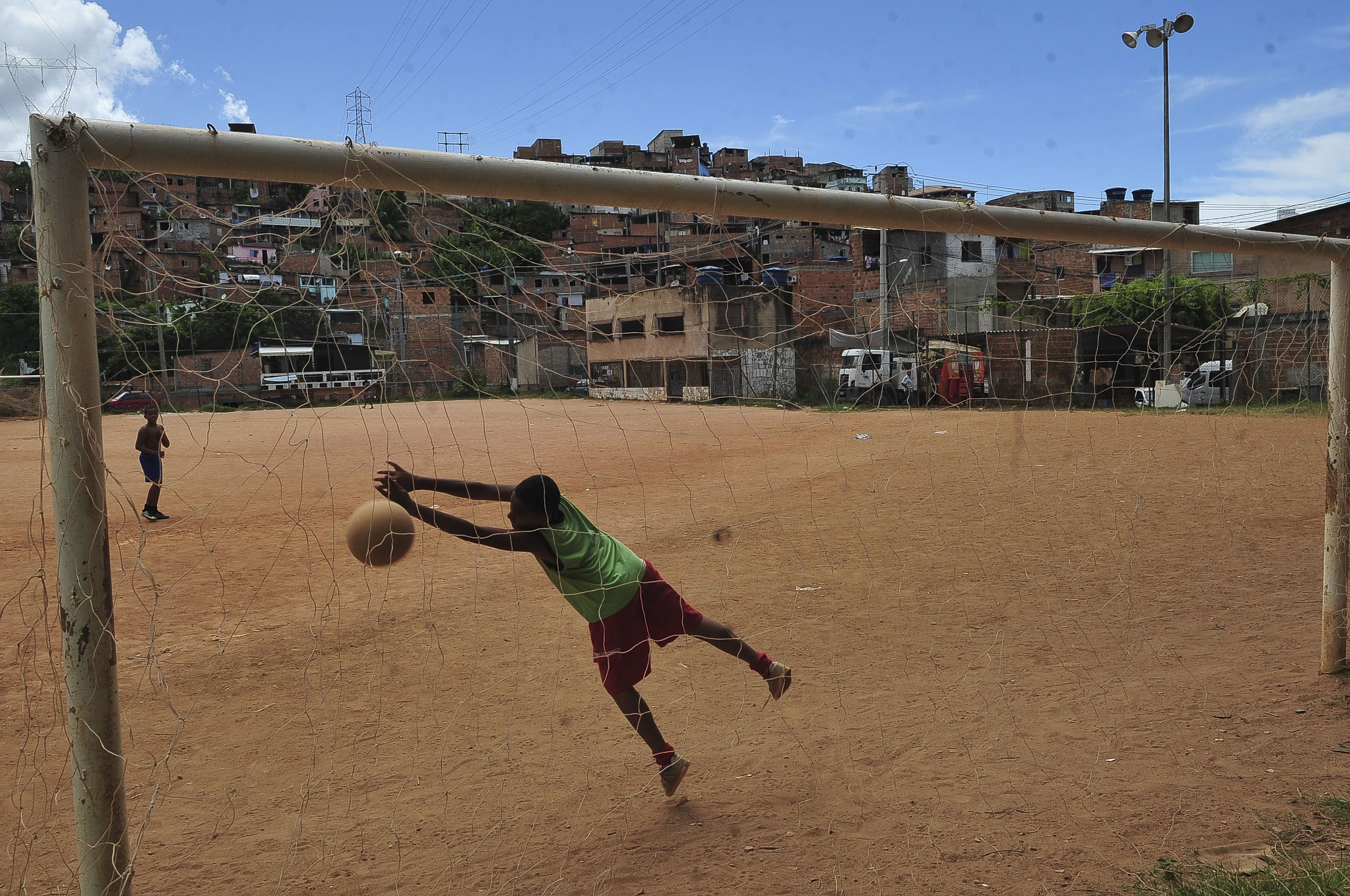
Salvador - Crianças da comunidade de Saramandaia jogam futebol em um campo de terra batida (Antonio Cruz/Agência Brasil)